# Alexis Chavanne
Alexis Chavanne est un homme politique français né le 11 octobre 1822 à Lyon (Rhône) et décédé le 3 mars 1911 à Lyon.

## Biographie
Médecin, il devient en 1851 médecin de l'hôtel-Dieu de Lyon. Il est député du Rhône de 1878 à 1889. Il vote parfois avec les radicaux, parfois avec les opportunistes. Il ne se représente pas en 1889 et devient le médecin du Sénat, jusqu'en 1900.

## Publications
Pensées humaines, préface de E. Thiaudière, Paris, 1897,   ed.  A. Lemerre, 182 p. lire en ligne sur Gallica
Physiologie pathologique. De la calorification dans l'état sain et dans l'état morbide Lyon, 1855 impr. de A. Vingtrinier, 22 p. lire en ligne sur Gallica

## Source
- « Alexis Chavanne », dans Adolphe Robert et Gaston Cougny, Dictionnaire des parlementaires français, Edgar Bourloton, 1889-1891 [détail de l’édition]
- « Alexis Chavanne », dans le Dictionnaire des parlementaires français (1889-1940), sous la direction de Jean Jolly, PUF, 1960 [détail de l’édition]